# Caldwellia philyrina
Caldwellia philyrina ist eine ausgestorbene Landlungenschneckenart, die auf Mauritius endemisch war.

## Merkmale
Die Gehäusehöhe betrug 9 bis 11,5 mm und der Gehäusedurchmesser 15 bis 27 mm. Das Gehäuse war gedrückt, fast kegelförmig, sehr dünn und membranös. Es gab vier schnell anwachsende Windungen. Die Naht war eingedrückt. Die Körperwindung war scharf gekielt, nicht absteigend und ungezähnt. Die Skulptur war schräg runzelig mit sehr engen, leichten Spirallinien. Die äußere Mündungslippe war gespitzt. Die durchsichtige Schale war grünlich hornfarben.

## Systematik
Caldwellia philyrina wurde 1851 von Arthur Morelet als Nanina philyrina beschrieben. 1873 stellte Henry Adams die Gattung Caldwellia mit Caldwellia philyrina als Typusart auf.

## Status
Bereits im Jahr 1892 bezeichnete Frank Collins Baker Caldwellia philyrina als selten. Die bekannten Fundorte waren Savanne und der Krater des Vulkans Trou aux Cerfs bei Curepipe, wo die Art das feuchte Unterholz und Felsen bewohnte. Bei späteren Suchen am Trou aux Cerfs wurden keine lebenden Schnecken mehr nachgewiesen, jedoch ein einzelnes altes Gehäuse, was zu der Vermutung Anlass gab, dass die Art während der 1920er Jahre ausstarb, als der Wald einer Kiefernplantage weichen musste. Aufgrund ihrer Größe, ihrer dünnen Schale und ihrer terrestrischen Lebensweise war Caldwellia philyrina zudem anfällig für Fressfeinde, darunter Ratten, Spitzmäuse und Tenreks.